# Fleurieu-sur-Saône
 Fleurieu-sur-Saône  es una población y comuna francesa de la Metrópoli de Lyon en la región de Auvernia-Ródano-Alpes.  Pertenece a la aglomeración urbana de Lyon.

## Demografía
| 270 | 308 | 416 | 380 | 368 | 383 | 353 | 397 | 417 | 463 | 465 | 429 | 437 | 465 | 447 | 447 | 452 | 456 | 469 | 450 | 450 | 484 | 527 | 555 | 593 | 679 | 736 | 797 | 867 | 898 | 943 | 1 286 | 1 302 | 1 381 |
| Para los censos de 1962 a 1999 la población legal corresponde a la población sin duplicidades (Fuente: INSEE [Consultar]) |     |     |     |     |     |     |     |     |     |     |     |     |     |     |     |     |     |     |     |     |     |     |     |     |     |     |     |     |     |     |       |       |       |